# Державний історико-культурний заповідник «Трипільська культура»
Державний історико-культурний заповідник «Трипільська культура» — заповідник, розташований в Тальнівському, Уманському та Звенигородському районах Черкаської області. Найбільший у Східній Європі заповідник, присвяченій одній археологічній культурі.

## Історія

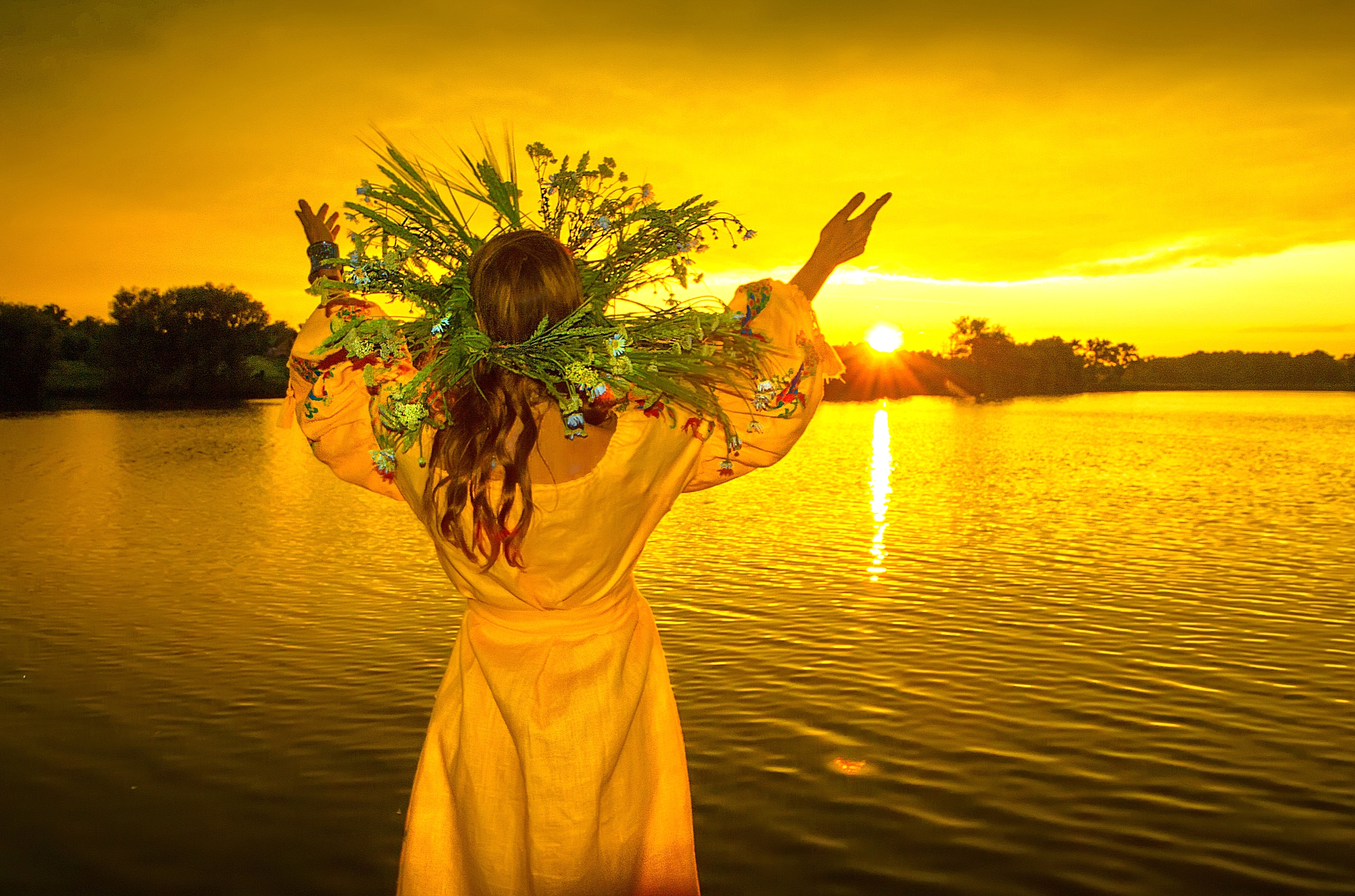
«Трипільська Толока»

Заповідник створений та розпочав роботу у 2002 році на базі трипільського поселення-гіганта «Тальянки», площею 450 га, яке належить до ІІІ тис. до н. е. Під час подальших археологічних експедицій площа заповідника була розширена до 2 045 га у трьох районах Черкаської області.
Між селами Легедзине та Тальянки 1981 року фахівці виявили велике трипільське поселення загальною площею понад 450 гектарів. Результати геомагнітного знімання засвідчили, що тут було від 1500 до 2800 будівель, розташованих концентричними колами. Трипільська культура існувала у 6 — 4 тисячоліттях до нашої ери. Її представники створили таку високорозвинену  хліборобську культуру, яка у ті часи в світі майже не мала аналогів. 2002 року заснували заповідник, до якого, крім Легедзиного, увійшло ще кілька поселень трипільської культури. Через кілька років уряд припинив фінансувати установу, тож дирекція намагається самотужки шукати можливості завершити роботи в реконструйованих трипільських оселях і рятувати їх від руйнування.  З цією метою в Легедзиному щоліта влаштовують так звані «Трипільські толоки». Толока — це давня поширена форма взаємопідтримки, коли люди збираються разом і допомагають комусь з учасників зробити важку роботу. На перші толоки приїжджало по кілька десятків учасників, а згодом — сотні.

## Загальний опис
У підпорядкуванні заповідника 11 трипільських поселень на території Тальнівського, Уманського і Звенигородського районів, серед яких найбільші за площами поселення епохи: «Тальянки» — 450 га, «Чичиркозівка» — 300 га, «Майданецьке» — 270 га, «Доброводи» — 250 га.
Заповідник є одним з об'єктів досліджень Трипільської археологічної експедиції Інституту археології НАН України, в роботі інших експедицій, що працюють у різних куточках України. Співпрацює з Римсько-германською комісією інституту археології Німеччини, вищими навчальними закладами України, які зацікавлені в проведенні археологічних практик. Наукові фонди заповідника складають більше 10-ти тисяч одиниць зберігання з 46 поселень України.
У селі Легедзине при заповіднику діє музей Трипільської культури, розташований просто неба, у якому відтворено поселення трипільців у натуральну величину. Окрім неймовірних споруд-гігантів, які вдалося відтворити, у музеї  експонують: посуд та його фрагменти; знаряддя праці із кісток та каміння; глиняні статуетки тварин та людей, яким понад 5 тисяч років; наконечники для стріл. Наукові фонди заповідника складають понад 10 тисяч одиниць із 46 поселень.
На території заповідника щоліта проводяться різного роду культурно-історичні фестивалі, насамперед традиційні «трипільські толоки».

## Галерея

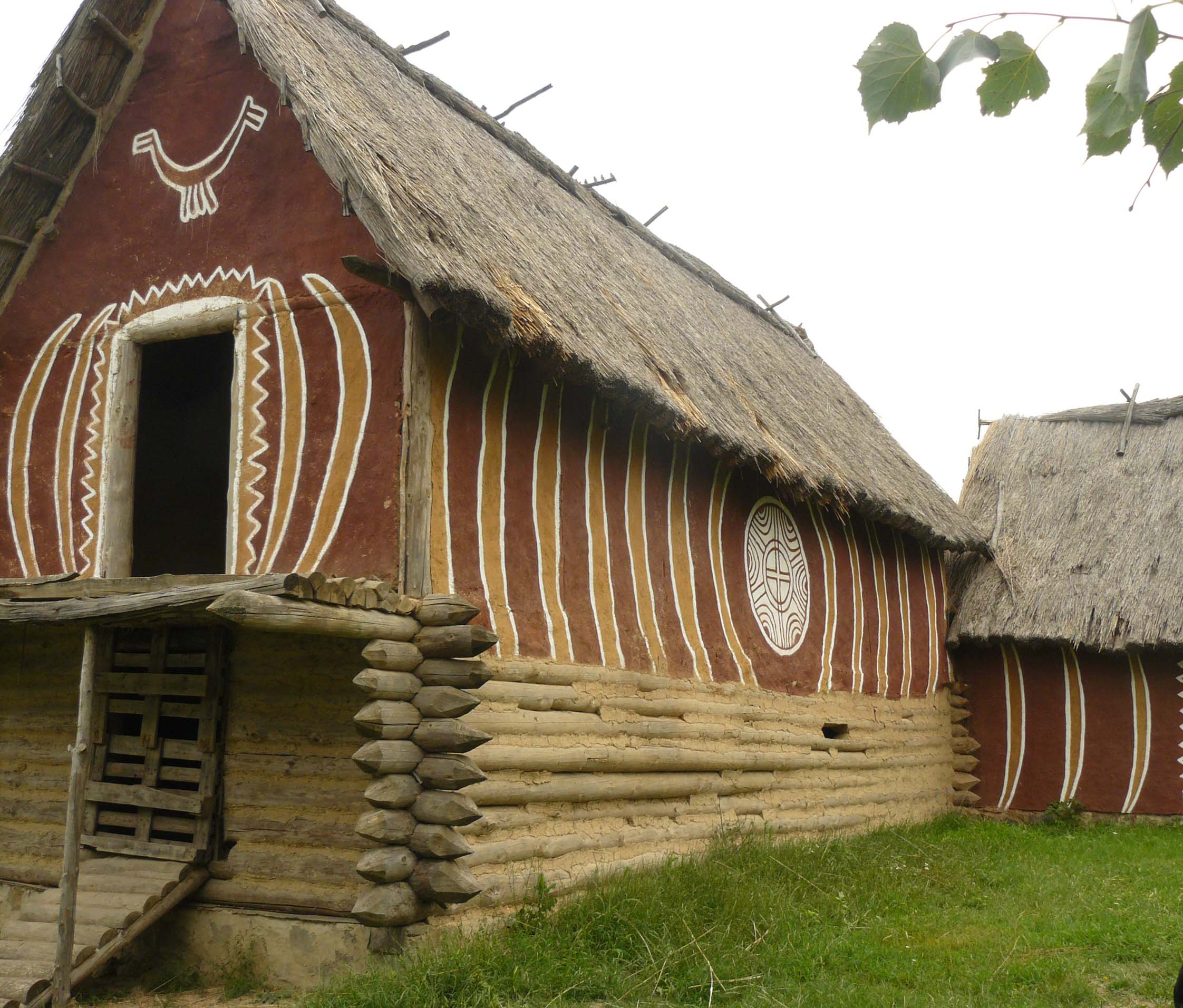
Реконструкція трипільського поселення
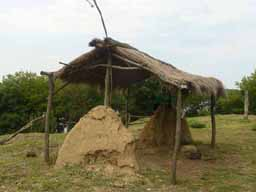
Місце проведення «трипільської толоки»
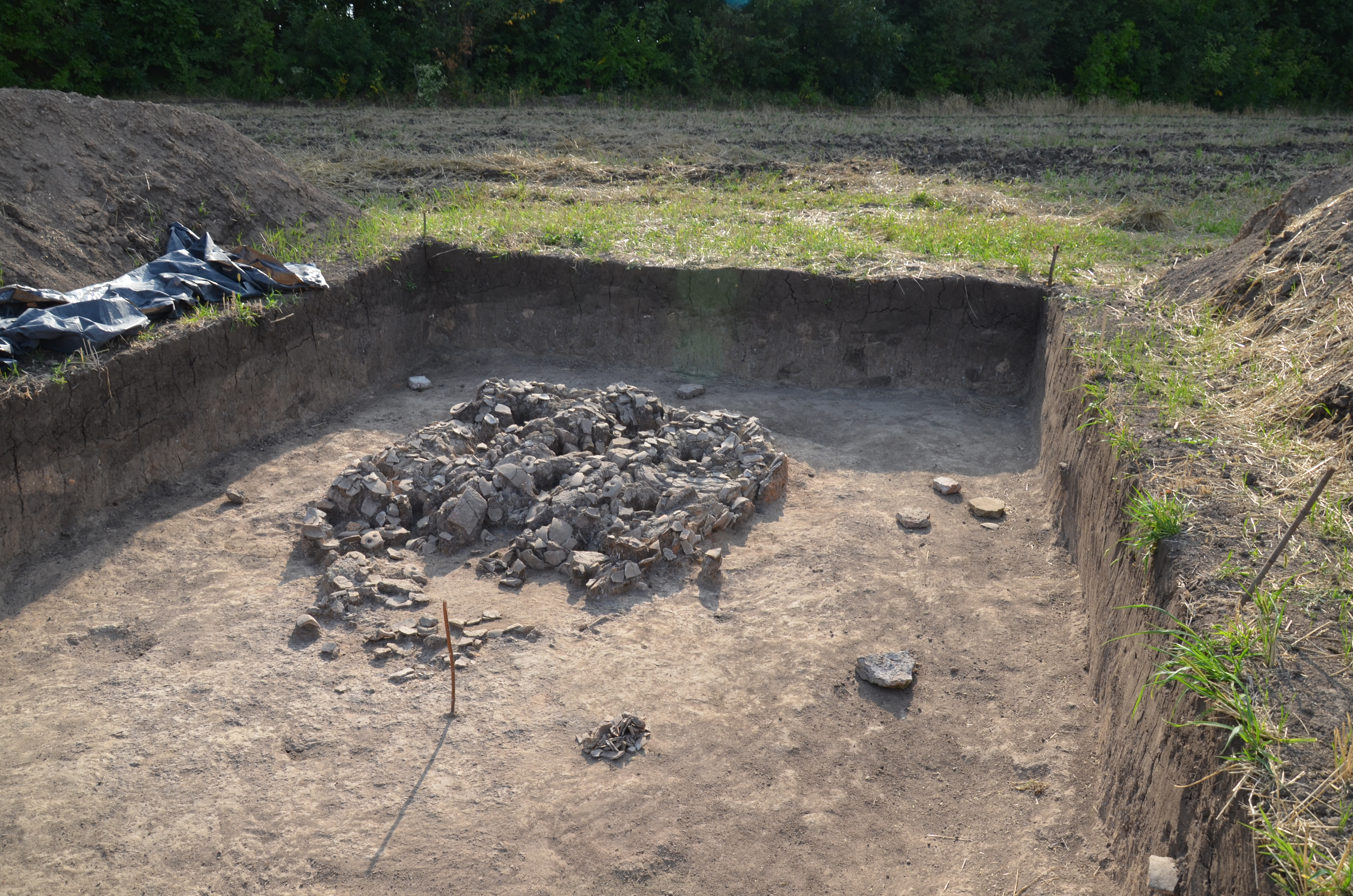
Розкопки трипільського поселення поблизу села Легедзине
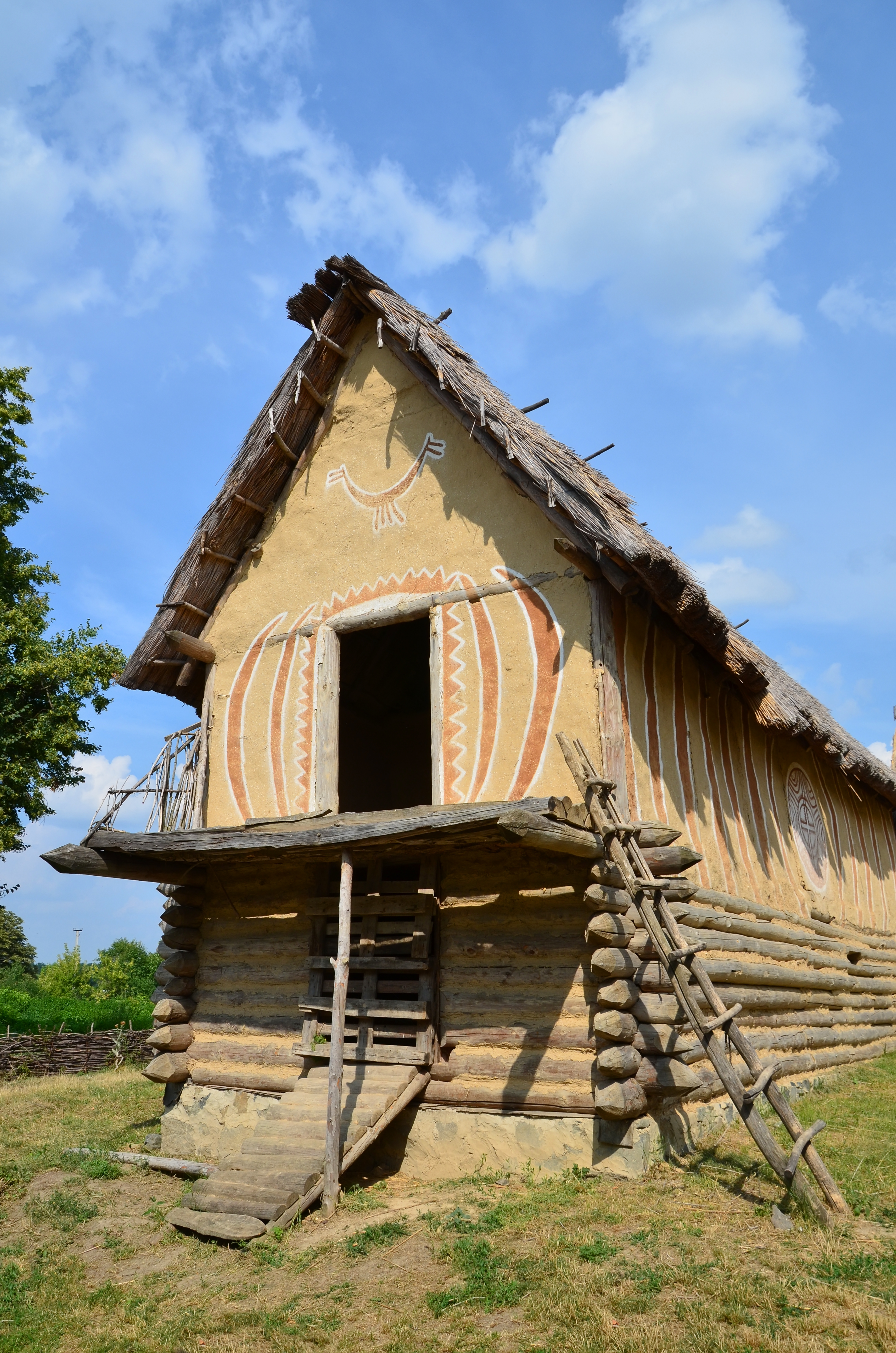
Реконструкція трипільського житла в музеї в селі Легедзине
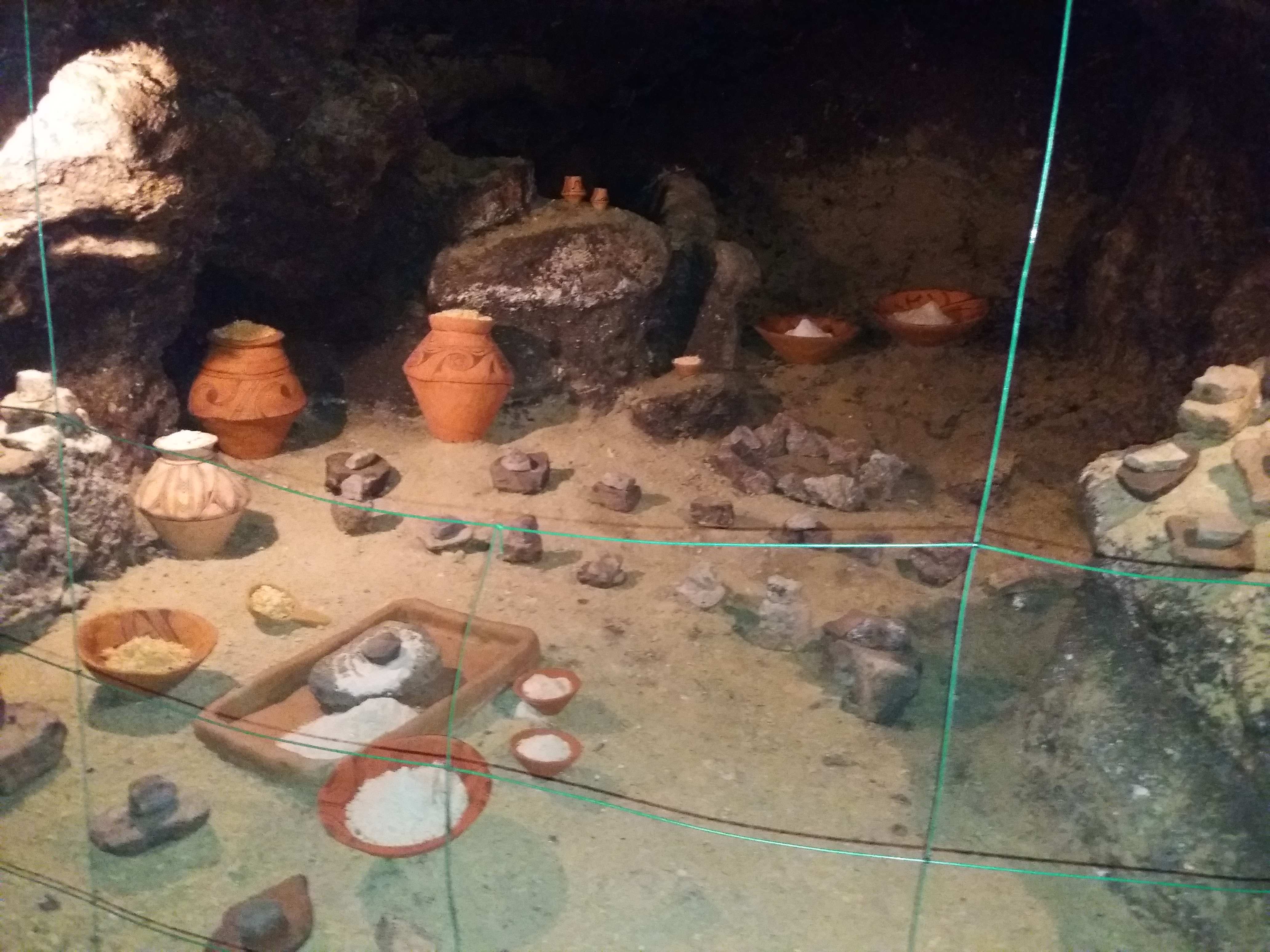
Музей Трипільської культури в печері «Вертеба»